# Амр ібн аль-Лейс
Амр ібн аль-Лейс ас-Саффар (? — 901) — емір держави Саффаридів, брат засновника династії Якуба.

## Життєпис
Юнаком Амр ібн Лейс спочатку був погоничем волів, потім каменярем, а згодом долучився до свого брата. Після смерті останнього керівники війська проголосили Амра своїм ватажкои. Той, у свою чергу, підкорився халіфу й отримав у володіння провінції Хорасан, Фарс, Ісфаган, Сістан, Керман і Сінд.
Беззаперечного володарювання в Хорасані він домігся лише за результатами запеклої боротьби зі своїми противниками Ахмедом ібн Абдаллахом аль-Худжустані, Рафі ібн Харсамою та Хусейном ібн Тахіром. Під час того протистояння халіф двічі (885 та 890) оголошував його усунутим від влади, вперше його навіть проклинали з кафедр. Остаточне затвердження в якості намісника він отримав 892 року, однак лише 896 йому вдалось усунути свого останнього ворога, Рафі ібн Харсаму.
Подібно до попередніх намісників Хорасану він також бажав поєднати з намісництвом панування над Мавераннахром і вимогав, щоб халіф подарував йому ту провінцію. Його бажання було виконано в лютому 898 року, й саманід Ісмаїл I був оголошений усунутим від влади. Однак останній випередив свого ворога: 899 року полководець Амра Мухаммед ібн Башар зазнав нищівної поразки й загинув. Наступної весни сам Амр був узятий в полон під час битви під Балхом і невдовзі після цього (901) відправлений до Багдада. 902 року халіф аль-Мутадід наказав його вбити.
Амр керував своєю державою та військом твердою рукою. Такого порядку, як за його правління, в Хорасані не було до того упродовж тривалого часу. Як і за Якуба, за Амра фактично була рівність усіх підданих перед владою військового деспота. Знать перебувала під суворим наглядом через спеціально приставлених шпигунів і самі не мали права погано поводитись зі своїми рабами. У джерелах Амр часто зображується як жадібний, скупий і тому непопулярний правитель. Тим не менше, йому приписується зведення багатьох суспільно корисних будівель як у його столиці Нішапурі, так і на його батьківщині, в Сістані.